# La Providencia, Chilapa de Álvarez
La Providencia är en ort i Mexiko.   Den ligger i kommunen Chilapa de Álvarez och delstaten Guerrero, i den södra delen av landet, 200 km söder om huvudstaden Mexico City. La Providencia ligger 1 521 meter över havet och antalet invånare är 497.
Terrängen runt La Providencia är kuperad. Runt La Providencia är det ganska glesbefolkat, med 42 invånare per kvadratkilometer. Närmaste större samhälle är Chilapa de Alvarez, 3,4 km öster om La Providencia. Omgivningarna runt La Providencia är en mosaik av jordbruksmark och naturlig växtlighet.